# Wereldkampioenschappen schoonspringen 2011 – driemeterplank vrouwen
Het Wereldkampioenschap schoonspringen op de driemeterplank voor vrouwen werd gehouden op 22 juli (voorronde en halve finale) en 23 juli 2011 (finale) in de Chinese stad Shanghai. De eerste 18 springsters uit de voorronde kwalificeerden zich voor de halve finale, de 12 beste halvefinalistes gingen door naar de finale en kwalificeerden zich tevens voor de Olympische Zomerspelen van 2012 in Londen. Regerend wereldkampioene was de Chinese Guo Jingjing.

## Uitslagen

### Voorronde
| Rang | Naam                  | Land                | Score  | Bijz. |
| ---- | --------------------- | ------------------- | ------ | ----- |
| 1    | He Zi                 | China               | 347,55 | Q     |
| 2    | Wu Minxia             | China               | 345,85 | Q     |
| 3    | Laura Sánchez         | Mexico              | 325,50 | Q     |
| 4    | Sharleen Stratton     | Australië           | 324,45 | Q     |
| 5    | Émilie Heymans        | Canada              | 324,20 | Q     |
| 6    | Christina Loukas      | Verenigde Staten    | 321,60 | Q     |
| 7    | Uschi Freitag         | Duitsland           | 315,60 | Q     |
| 8    | Kelci Bryant          | Verenigde Staten    | 313,65 | Q     |
| 9    | Nora Subschinski      | Duitsland           | 311,65 | Q     |
| 10   | Jennifer Abel         | Canada              | 307,55 | Q     |
| 11   | Anastasia Pozdnjakova | Rusland             | 303,90 | Q     |
| 12   | Anna Pysmenska        | Oekraïne            | 301,90 | Q     |
| 13   | Tania Cagnotto        | Italië              | 298,50 | Q     |
| 14   | Paola Espinosa        | Mexico              | 295,50 | Q     |
| 15   | Olena Fedorova        | Oekraïne            | 293,90 | Q     |
| 16   | Francesca Dallapé     | Italië              | 293,50 | Q     |
| 17   | Nadezjda Bazjina      | Rusland             | 287,00 | Q     |
| 18   | Sayaka Shibusawa      | Japan               | 280,65 | Q     |
| 19   | Cheong-Jun Hoong      | Maleisië            | 276,80 |       |
| 20   | Inge Jansen           | Nederland           | 273,30 |       |
| 21   | Marion Fraissier      | Frankrijk           | 270,90 |       |
| 22   | Anna Lindberg         | Zweden              | 264,05 |       |
| 23   | Choi Sut Ian          | Monaco              | 263,30 |       |
| 24   | Leyre Eizaguirre      | Spanje              | 263,05 |       |
| 25   | Jennifer Benitez      | Spanje              | 261,30 |       |
| 26   | Sophie Somloi         | Oostenrijk          | 260,60 |       |
| 27   | Hannah Starling       | Verenigd Koninkrijk | 259,40 |       |
| 28   | Annabelle Smith       | Australië           | 256,50 |       |
| 29   | Rebecca Gallantree    | Verenigd Koninkrijk | 251,45 |       |
| 30   | Fanny Bouvet          | Frankrijk           | 246,40 |       |
| 31   | Lei Sio I             | Monaco              | 246,30 |       |
| 32   | Flora Gondos          | Hongarije           | 244,65 |       |
| 33   | Yuka Mabuchi          | Japan               | 243,35 |       |
| 34   | Chasn Sharon          | Hongkong            | 239,45 |       |
| 35   | Diana Pineda          | Colombia            | 238,05 |       |
| 36   | Ng Yan Yee            | Maleisië            | 220,20 |       |
| 37   | Huang En-Tien         | Chinees Taipei      | 218,70 |       |
| 38   | Carolina Murillo      | Colombia            | 194,30 |       |
| 39   | Sari Ambarwati        | Indonesië           | 184,65 |       |
| 40   | Beannelys Velasquez   | Venezuela           | 171,40 |       |
| 41   | Hsu Shi-Han           | Chinees Taipei      | 152,00 |       |

### Halve finale
| Rang | Naam                  | Land             | Score  | Bijz. |
| ---- | --------------------- | ---------------- | ------ | ----- |
| 1    | Wu Minxia             | China            | 360,65 | Q     |
| 2    | Jennifer Abel         | Canada           | 359,35 | Q     |
| 3    | He Zi                 | China            | 358,05 | Q     |
| 4    | Émilie Heymans        | Canada           | 357,90 | Q     |
| 5    | Kelci Bryant          | Verenigde Staten | 335,25 | Q     |
| 6    | Christina Loukas      | Verenigde Staten | 328,95 | Q     |
| 7    | Nadezjda Bazjina      | Rusland          | 327,55 | Q     |
| 8    | Sharleen Stratton     | Australië        | 327,40 | Q     |
| 9    | Anna Pysmenska        | Oekraïne         | 306,25 | Q     |
| 10   | Uschi Freitag         | Duitsland        | 303,40 | Q     |
| 11   | Laura Sánchez         | Mexico           | 299,80 | Q     |
| 12   | Tania Cagnotto        | Italië           | 299,70 | Q     |
| 13   | Nora Subschinski      | Duitsland        | 299,15 |       |
| 14   | Sayaka Shibusawa      | Japan            | 294,60 |       |
| 15   | Olena Fedorova        | Oekraïne         | 289,85 |       |
| 16   | Paola Espinosa        | Mexico           | 286,50 |       |
| 17   | Anastasia Pozdnjakova | Rusland          | 283,45 |       |
| 18   | Francesca Dallapé     | Italië           | 275,00 |       |

### Finale
| Rang   | Naam              | Land             | Score  |
| ------ | ----------------- | ---------------- | ------ |
| Goud   | Wu Minxia         | China            | 380,85 |
| Zilver | He Zi             | China            | 379,15 |
| Brons  | Jennifer Abel     | Canada           | 365,10 |
| 4      | Christina Loukas  | Mexico           | 350,10 |
| 5      | Sharleen Stratton | Australië        | 330,75 |
| 6      | Laura Sánchez     | Mexico           | 329,70 |
| 7      | Kelci Bryant      | Verenigde Staten | 322,95 |
| 8      | Anna Pysmenska    | Oekraïne         | 317,25 |
| 9      | Tania Cagnotto    | Italië           | 313,45 |
| 10     | Nadezjda Bazjina  | Rusland          | 305,60 |
| 11     | Uschi Freitag     | Duitsland        | 288,10 |
| 12     | Émilie Heymans    | Canada           | 270,00 |